# Убийства в Амитивилле
Убийства в Амитивилле (англ. The Amityville Murders) — это американский фильм ужасов о сверхъестественном режиссёра Дэниела Фаррандса, который вышел в ограниченный прокат и на DVD 9 октября 2018 года и основан на событиях, приведших к печально известным убийствам семьи Дефео. Ранее об этих же событиях рассказывалось в фильме «Амитивилль 2: Одержимость». В главных ролях — Джон Робинсон, Челси Рикеттс, Диана Франклин, Берт Янг, Лейни Казан, Пол Бен-Виктор. «Убийства в Амитивилле» получили в основном негативные отзывы от критиков и смешанные от зрителей, а собрал фильм в прокате всего $77,206.

## Сюжет
В ночь на 13 ноября 1974 года Рональд ДеФео-младший взял мощную винтовку и убил всю свою семью, пока они спали. На суде ДеФео утверждал, что «голоса» в доме приказали ему убить. Это их история. В фильме рассказывается о том, каково было жить на 112 Оушен-Авеню. Становится известно, что Бутч был отвергнут из Сиракуз. В ночь Хэллоуина Бутча обвиняют в краже тысяч долларов наличными у Рональда Дефео, старшего.
После того, как Рональд Дефео становится одержимым, ситуация обостряется. Однажды ночью Бутч хватает одно из ружей своего отца, подслушав спор, Бутч направляет ружье на голову отца, но ружье не стреляет. 13 ноября Доун Дефео отправляется в дом своей бабушки Ноны в ночь убийств, где она узнает о темном прошлом дома. Тем временем в доме Дефео у Бутча возникают видения, что все члены его семьи мертвы за ужином, он нападает на своего отца и пытается выпрыгнуть из окна, забаррикадировав дверь. Несмотря на предупреждения Ноны, она возвращается в дом, но обнаруживает, что ее родители и братья мертвы, за исключением старшего брата Рональда, который в итоге стреляет в нее.
Далее следуют клипы с места преступления и похорон убитых членов семьи, а также то, что их собака Шегги, которая лаяла во время убийств, была выведена из дома и позже приючена другом семьи, Рональд Дефео, несмотря на то, что признал себя невиновным по причине невменяемости, был признан виновным и в настоящее время отбывает 6 пожизненных сроков подряд за каждую из своих жертв.
В эпилоге, действие которого происходит через 13 месяцев в декабре 1975 года, Кэти и Джорджу Лутцу показывает дом агент по недвижимости, и говорится, что они сбежали, прожив в доме всего 28 дней после того, как заявили, что их терроризируют сверхъестественные духи.

## Персонажи

### Основная семья
- Рональд «Буч» ДеФео-младший (изображен Полом Бен-Виктором)
- Луиза ДеФео (в исполнении Дианы Франклин)
- Рональд «Бутч» ДеФео-младший (в исполнении Джона Робинсона)
- Доун ДеФео (исполнительница роли Челси Рикеттс)
- Элисон ДеФео (в исполнении Ноа Бреннер)
- Марк ДеФео (в роли Зейна Остина)
- Джон «Джоди» ДеФео (в исполнении Куэ Лоуренса)
- Анджела «Нонна» Бриганте (в исполнении Лейни Казан)
- Майкл Бриганте (в исполнении Берта Янга)
- Шегги — семейный пес

### Второстепенные персонажи
Перечислены по мере их появления
- Донна Бенедеттио (в исполнении Ребекки Граф)
- Стив Пелски (изображает Скай Лиам Паттерсон)
- Рэнди «Клюв» Бухлер (изображает Стив Трзаска)
- Первый офицер (в исполнении Эдди Альфано)
- Второй офицер (в исполнении Эндрю Аллена)
- Бандиты (изображены Стивом Бартоном и Эриком Бреннером)
- Теневые демоны (изображены: Эндрю Аллен, Лани Дункан, Жизель Фернандес, Симона Мори, Марк Хилл, Рикки Джиминес, Мишель Чой, Николь Сиенна и Скотти Ги Джерарди)
- Друзья Бутча (в ролях Крис Брюэр и Чейз Мэтьюс)
- Подруги Доуна (в ролях: Сара Френч и Симона Мори)
- Гости вечеринки (в ролях: Питер Стиклз, Джаред Ривет, Майкл Фаррандс, Мэтью Микита, Джин Остин, Бруклин Коултер, Дениз Саймон, Матео Саймон и Юлия Конашевич)
- Дети (в ролях: Сейдж Стюарт, Люк Арагон, Жизель Фернандес и Кристофер Фаррандс)
- Коронеры (в ролях: Джейкоб Отье, Луис Карраско, Майкл Грау и Джейсон Варсума)
- Полицейские (в ролях: Кристофер Родригес и Джеральд Сеттани)
- Посторонние (в ролях: Дебора Стрейхэнд, Райан Фаджа и Керри Вудс)
- Репортеры (в ролях: Рэймонд Макдауд, Тони Такстон и Герберт Клэй)
- Водитель Бриганте (в исполнении Бена Сакса)
- Двойник Бриганте (в исполнении Эда Шаака)
- Агент по недвижимости (в исполнении Джона Мака)
- Джордж Лутц (изображен Скотти Ги Джерарди)
- Кэти Лутц (исполнительница роли Рэйчел Маклафлан)

## Мелочи
- Хотя на задней стороне домашних релизов указана дата убийства, в самом фильме она никогда не указывается[6].

## Критика
Убийства в Амитивилле получили в основном негативные отзывы от критиков и смешанные от зрителей, которые были значительно ниже Ужасов Амитивилля: Пробуждение. На сайте-агрегаторе Rotten Tomatoes этот фильм получил уникальный рейтинг в 0 % одобрения от критиков, основанные на 15 отзывах со средней оценкой в 3,1 балла из 10. Критический консенсус веб-сайта гласит: «В фильме представлены костюмы 70-х годов и крутой гаражный рок, но Убийства в Амитивилле — еще одна неудачная часть франшизы.» На сайте Metacritic, который присваивает рецензиям нормализованную оценку, фильм имеет средневзвешенную оценку 35 из 100, основанную на 4 критиках, что указывает на «в целом неблагоприятные отзывы», однако пользователи оценили фильм в основном положительно.